# Pier Maria Pasinetti
Pour les articles homonymes, voir Pasinetti.
Œuvres principales
Rouge vénitien (it)
Pier Maria Pasinetti, né le 24 juin 1913 à Venise et mort le 8 juillet 2006 dans la même ville, est un écrivain et un journaliste italien.

## Biographie
Pier Maria Pasinetti est né le 24 juin 1913 à Venise, il est le fils de Carlo Pasinetti, un médecin éminent, et de Maria Ciardi. Son frère est Francesco Pasinetti (1911-1949), un critique et historien du cinéma, réalisateur et scénariste.
Pier Maria Pasinetti est un romancier qui a partagé sa vie entre sa Venise natale et la Californie, où il a enseigné la littérature italienne. Il a publié des fictions depuis 1942, obtenant un succès auprès de la critique avec Rosso veneziano (en français Rouge vénitien (it)) (1959).

## Romans
- L'ira di Dio, Mondadori, 1942
- Rouge vénitien (it), Colombo, 1959
- La confusione, Éditions Bompiani, 1964
- Rouge vénitien (it), Éditions Bompiani, 1965 (révisé et réduit par rapport à l'édition de 1959)
- Il ponte dell'Accademia, Éditions Bompiani, 1968 (finaliste du prix Campiello de la même année)
- Domani Improvvisamente, Éditions Bompiani, 1971
- Rouge vénitien (it), Éditions Bompiani, 1975
- Il centro, Rizzoli, 1979
- Il sorriso del leone, Rizzoli, 1980
- Dorsoduro, Rizzoli, 1983 (finaliste du prix Campiello de la même année)
- Il ponte dell'Accademia, Rizzoli, 1986 (nouvelle édition)
- Melodramma, Marsilio, 1993
- Piccole veneziane complicate, Marsilio, 1996
- A proposito di Astolfo, Helvetia, 2005
- Fate partire le immagini, Antenore, 2010